# Ateneo de Zaragoza
El Ateneo de Zaragoza es una asociación civil cultural y artística con ámbito de actuación en Zaragoza. Tiene su sede en la calle San Voto 9, de Zaragoza.

## Historia
En la década de 1850, se celebraban con asiduidad reuniones de socios del Círculo de Amigos, y merced al entusiasmo de Joaquín Gil Berges se renombra como Ateneo de Zaragoza el 23 de enero de 1864. Tras un breve periodo 13 años de inactividad debido a la marcha de Gil a Madrid, reanuda sus actividades culturales, asociado a la Diputación Provincial de Zaragoza y al Centro Mercantil Industrial y Agrícola (Zaragoza). Definitivamente en 1898 elabora su estatutos y se afianza como una institución de referencia en Zaragoza.
Apoyada desde la Universidad, el Ayuntamiento, ámbitos médicos, artísticos, periodísticos, y culturales, ha contado con grandes nombres de la sociedad zaragozana y aragonesa.

## Actividades
Según sus propias referencias: celebra conferencias, conciertos, viajes culturales, coloquios, recitales, concursos literarios y fotográficos, seminarios, y tertulias. Entre sus publicaciones se encuentran un Boletín mensual, Cuadernos del Ateneo (30 ediciones), facsímiles y ediciones de libros (50).

## Organización
Sus 250 socios son la principal fuente de ingresos, con esporádicas contribuciones de otras entidades.
A lo largo de sus 130 años de historia ha contado con 23 presidentes, actualmente es Roberto García Martínez. La junta de gobierno consta de 13 miembros.
Consta de varias secciones:
- Artes plásticas
- Costumbrismo aragonés
- Ciencias
- Música
- Tauromaquia
- Viajes
- Médicos humanistas
- Bibliofilia Aragonesa
- Socioeconomía
- Jurisprudencia
- Literatura
- Religión y ética
- Juventud y deportes

Es de ámbito civil, y no está vinculada con afiliación política ninguna.